# Бараш, Оливия
Оли́вия Ба́раш (англ. Olivia Barash; 11 января 1965, Майами, Флорида, США) — американская актриса, кинорежиссёр, кинопродюсер и певица.

## Биография
Оливия Бараш родилась 11 января 1965 года в Майами (штат Флорида, США).
В 1982 году Оливия окончила «Palisades Charter High School» в Пасифик-Палисейдс (штат Калифорния, США).

## Карьера
Оливия дебютировала в кино в 1968 году, сыграв роль Лупиты в эпизоде от 25 октября телесериала «Секретная буря». Всего Бараш сыграла в 33-х фильмах и телесериалах.
В 2013 году Оливия дебютировала в качестве продюсера с фильмом «Голубая мечта», в котором она также сыграла роль Рэйчел Парвианс.
В 2014 году ожидается к выходу режиссёрский дебют Оливии «Друзья Вайпер Рум», который она также спродюсировала.
Также Оливия является певицей и в 1987—2008 года она исполнила песни к 4-м фильмам и телесериалам.

## Избранная фильмография
актриса
| Год       |   | Русское название          | Оригинальное название       | Роль            |
| --------- | - | ------------------------- | --------------------------- | --------------- |
| 1968      | с | Секретная буря            | The Secret Storm            | Лупита          |
| 1977      | с | Мыло                      | Soap                        | Молли           |
| 1981      | с | Маленький домик в прериях | Little House on the Prairie | Сильвия Уэбб    |
| 1983      | с | Однажды за один раз       | One Day at a Time           | Оливия          |
| 1984      | ф | Конфискатор               | Repo Man                    | Лейла           |
| 1985      | ф | Стенка на стенку          | Tuff Turf                   | Ронни           |
| 1986—1987 | с | Слава                     | Fame                        | Макси           |
| 1988      | с | Сент-Элсвер               | St. Elsewhere               | Аннетт          |
| 1989      | ф | Доктор с чужой планеты    | Dr. Alien                   | Лиэнн           |
| 1989      | с | Джамп стрит, 21           | 21 Jump Street              | Бекки           |
| 1994      | ф | Путаница                  | Floundering                 | Рути            |
| 2013      | ф | Голубая мечта             | Blue Dream                  | Рэйчел Парвианс |

режиссёр
- 2014 — «Друзья Вайпер Рум»/Friends of the Viper Room

продюсер
- 2013 — «Голубая мечта»/Blue Dream
- 2014 — «Друзья Вайпер Рум»/Friends of the Viper Room